# L'Orée de Mormal
L'Orée de Mormal è un comune francese di 609 abitanti situato nel dipartimento del Nord nella regione dell'Alta Francia. È stato istituito il 1° gennaio 2025 dalla fusione dei precedenti comuni di Bermeries e Amfroipret.